# Adolphe Cureau
Adolphe Louis Cureau, né le 1er juin 1864 à Chartres et mort le 9 novembre 1913 à Paris 15e, est un médecin et administrateur colonial français. 

## Biographie
Après des études à l’École de médecine navale de Rochefort en 1884 il est docteur en médecine en 1889 dans la Marine. 
Son premier poste est au Gabon, en 1891 il est chef du service médical de Brazzaville, l'année suivante administrateur du territoire et en 1893, il part en exploration dans la Sangha avec Brazza.En 1897, alors que Liotard est gouverneur de l'Oubangui, il est chef du Service médical du Haut-Oubangui. Au départ de Liotard, parti en congé réglementaire en France en 1898, il est commissaire du Haut-Oubangui, chargé d'assurer l'intérim avant son retour, mais ce dernier ne revient pas et en 1900, le docteur Cureau rentre épuisé en France. L'administrateur Henri lui succède.
En 1900, il démissionne de son statut de médecin de marine pour entrer dans l'administration. 1900 à 1902, il fait partie de la commission de délimitation entre le Congo et le Cameroun. 1906,au Moyen-Congo, il en est lieutenant-gouverneur, puis gouverneur en 1909. Il est ensuite gouverneur général de l'A.E.F. et termine sa carrière au Moyen-Congo.
Il  écrit beaucoup, dessine, photographie des paysages et surtout des scènes de vie originales, comme celle prise à l'intérieur de la zeriba des femmes du sultan Rabah, le forgerons, les trophées des anthropophages, crânes exhibés à l'entrée des villages.
À la retraite en 1911, il meurt à Paris deux ans plus tard. Il laisse une fille Violette, morte âgée mais sans descendance directe.

## Publications
- « Pays Zandés, États Zandés », Revue Coloniale, déc. 1899 et janv. 1900 et « Carte des pays Nzakara ;
- “Travaux astronomiques et topographiques dans le Haut-Oubangui”  La Géographie, N°10, 15 octobre 1900, pp. 263-290 Masson, Paris  1900
- “Notes sur l’Afrique équatoriale “ Revue générale des sciences 1901
- "Rapport sur les travaux de la mission française de délimitation Congo-Cameroun", Revue coloniale, 1902-1903 ;
- Détermination des positions géographiques, manuel d'astronomie...des explorateurs, Paris, Challamel, 1910 ;
- “Les Sociétés primitives de l’Afrique équatoriale”    Armand Colin, Paris  1912  9 figures, 18 planches, 1 carte hors texte